# Liste der österreichischen Finanzminister
Liste der Finanzminister der Republik Österreich.

## Erste Republik
| Nr. | Bundesminister            | Amtsantritt   | Partei                  | Anmerkungen und wichtige Veränderungen dieser Amtszeit                                                  |
| --- | ------------------------- | ------------- | ----------------------- | --- |
| 1   | Otto Steinwender          | 30. Okt. 1918 | Deutschnationale Partei | ab 12. Nov. 1918 bis 1920 ist Paul Kuh-Chrobak Leiter des Liquidierenden gemeinsamen Finanzministeriums |
| 2   | Josef Schumpeter          | 15. März 1919 | Beamter                 | |
| 3   | Richard Reisch            | 17. Okt. 1919 | Beamter                 | |
| 4   | Ferdinand Grimm           | 20. Nov. 1920 | Beamter                 | |
| 5   | Alfred Gürtler            | 7. Okt. 1921  | CS                      | |
| 6   | Johann Schober            | 10. Mai 1922  | Beamter                 | gleichzeitig Bundeskanzler                                                                              |
| 7   | August Ségur              | 31. Mai 1922  | CS                      | |
| 8   | Viktor Kienböck           | 14. Nov. 1922 | CS                      | |
| 9   | Jakob Ahrer               | 20. Nov. 1924 | CS                      | |
| 10  | Josef Kollmann            | 15. Jan. 1926 | CS                      | |
| 11  | Viktor Kienböck           | 20. Okt. 1926 | CS                      | |
| 12  | Johann Josef Mittelberger | 4. Mai 1929   | CS                      | |
| 13  | Johann Schober            | 26. Sep. 1929 | Beamter                 | |
| 14  | Otto Juch                 | 16. Okt. 1929 | Beamter                 | |
| 15  | Josef Redlich             | 20. Juni 1931 | parteilos               | |
| 16  | Karl Buresch              | 5. Okt. 1931  | CS                      | gleichzeitig Bundeskanzler                                                                              |
| 17  | Emanuel Weidenhoffer      | 16. Okt. 1931 | CS                      | |
| 18  | Karl Buresch              | 16. Mai 1933  | CS , VF                 | gleichzeitig Bundeskanzler                                                                              |
| 19  | Ludwig Draxler            | 17. Okt. 1935 | VF                      | |
| 20  | Rudolf Neumayer           | 3. Nov. 1936  | VF , NSDAP              | |

 CS  Christlichsoziale Partei
 VF  Vaterländische Front
 NSDAP  Nationalsozialistische Deutsche Arbeiterpartei

## Zweite Republik
| Nr. | Bundesminister       | Bild | Amtsantritt   | Partei               | Anmerkungen und wichtige Veränderungen dieser Amtszeit                                        |
| --- | -------------------- | ---- | ------------- | -------------------- | --------------------------------------------------------------------------------------------- |
| 1   | Georg Zimmermann     |      | 27. Apr. 1945 | Beamter              | Unterstaatssekretär Hans Rizzi                                                                |
| 2   | Eugen Margarétha     |      | 8. Nov. 1949  | ÖVP                  |                                                                                               |
| 3   | Reinhard Kamitz      |      | 23. Jan. 1952 | parteilos            | Staatssekretäre Fritz Bock und Hermann Withalm                                                |
| 4   | Eduard Heilingsetzer |      | 17. Juni 1960 | ÖVP                  |                                                                                               |
| 5   | Josef Klaus          |      | 11. Apr. 1961 | ÖVP                  |                                                                                               |
| 6   | Franz Korinek        |      | 27. März 1963 | ÖVP                  |                                                                                               |
| 7   | Wolfgang Schmitz     |      | 2. Apr. 1964  | ÖVP                  |                                                                                               |
| 8   | Stephan Koren        |      | 19. Jan. 1968 | ÖVP                  |                                                                                               |
| 9   | Hannes Androsch      |      | 21. Apr. 1970 | SPÖ                  | gleichzeitig Vizekanzler (1976 bis 1981); Staatssekretärin Elfriede Karl                      |
| 10  | Herbert Salcher      |      | 20. Jan. 1981 | SPÖ                  | Staatssekretär Hans Seidel                                                                    |
| 11  | Franz Vranitzky      |      | 10. Sep. 1984 | SPÖ                  | Staatssekretäre: Holger Bauer, Johannes Ditz und Günter Stummvoll                             |
| 12  | Ferdinand Lacina     |      | 16. Juni 1986 | SPÖ                  | Staatssekretär Holger Bauer                                                                   |
| 13  | Andreas Staribacher  |      | 6. Apr. 1995  | SPÖ                  |                                                                                               |
| 14  | Viktor Klima         |      | 3. Jan. 1996  | SPÖ                  | Staatssekretär Wolfgang Ruttenstorfer                                                         |
| 15  | Rudolf Edlinger      |      | 28. Jan. 1997 | SPÖ                  |                                                                                               |
| 16  | Karl-Heinz Grasser   |      | 4. Feb. 2000  | FPÖ , ab 2003 Unabh. | Staatssekretär Alfred Finz                                                                    |
| 17  | Wilhelm Molterer     |      | 11. Jan. 2007 | ÖVP                  | gleichzeitig Vizekanzler; Staatssekretär Christoph Matznetter                                 |
| 18  | Josef Pröll          |      | 2. Dez. 2008  | ÖVP                  | gleichzeitig Vizekanzler; Staatssekretäre Reinhold Lopatka und Andreas Schieder               |
| 19  | Maria Fekter         |      | 21. Apr. 2011 | ÖVP                  | Staatssekretär Andreas Schieder                                                               |
| 20  | Michael Spindelegger |      | 16. Dez. 2013 | ÖVP                  | gleichzeitig Vizekanzler; Staatssekretäre Sonja Steßl und Jochen Danninger                    |
| 21  | Hans Jörg Schelling  |      | 1. Sep. 2014  | ÖVP                  |                                                                                               |
| 22  | Hartwig Löger        |      | 18. Dez. 2017 | ÖVP                  | ab 22. Mai 2019 gleichzeitig Vizekanzler; Staatssekretär Hubert Fuchs (bis 22. Mai 2019)      |
| 23  | Eduard Müller        |      | 3. Juni 2019  | Unabh.               | gleichzeitig mit der Leitung des Bundesministeriums für öffentlichen Dienst und Sport betraut |
| 24  | Gernot Blümel        |      | 7. Jan. 2020  | ÖVP                  |                                                                                               |
| 25  | Magnus Brunner       |      | 6. Dez. 2021  | ÖVP                  |                                                                                               |
| 26  | Gunter Mayr          |      | 20. Nov. 2024 | parteilos            |                                                                                               |
| 27  | Markus Marterbauer   |      | 3. März 2025  | SPÖ                  | von der SPÖ nominiert; Staatssekretär Barbara Eibinger-Miedl                                  |

 SPÖ  Sozialdemokratische Partei Österreichs (1945–1991: Sozialistische Partei Österreichs)
 ÖVP   ÖVP  Österreichische Volkspartei
 FPÖ  Freiheitliche Partei Österreichs